# Madelein Svensson
Madelein Svensson (* 20. Juli 1969 in Sollefteå) ist eine ehemalige schwedische Geherin.
Den größten Erfolg ihrer Karriere feierte sie mit dem Gewinn der Silbermedaille im 10-km-Gehen bei den Leichtathletik-Weltmeisterschaften 1991 in Tokio. Sie erreichte das Ziel mit einem äußerst knappen Vorsprung auf die drittplatzierte Sari Essayah, die zeitgleich mit 43:13 min gestoppt wurde.
Bei den Olympischen Spielen 1992 in Barcelona belegte sie über 10 km den sechsten Rang. Außerdem nahm sie an den Leichtathletik-Hallenweltmeisterschaften 1993 in Toronto teil, bei der sie über 3000 m Achte wurde.
Madelein Svensson hatte bei einer Körpergröße von 1,68 m ein Wettkampfgewicht von 52 kg.